# هانس فراونفلدر
 هانس فراونفلدر (انگلیسی: Hans Frauenfelder؛ زاده ۲۸ ژوئن ۱۹۲۲) یک فیزیک‌دان و زیست‌فیزیکدان اهل ایالات متحده است.